# 체세나 FC

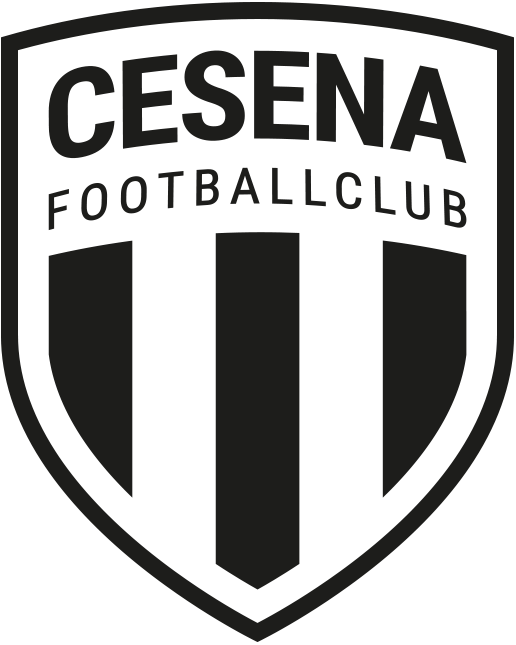

체세나 풋볼 클럽(이탈리아어: Cesena Football Club S.r.l.)는 이탈리아 에밀리아로마냐 주 체세나를 연고로 하는 프로 축구팀이다.
이 클럽은 1940년에 창단되었고, 1973년에 세리에 A로 첫 승격을 하였다. 그 이후로 체세나는 세리에 A에서 총 11시즌을 잔류했으며, 최고 성적은 1976년에 거둔 리그 6위이다. 그 순위를 기록한 다음 시즌에 짧은 UEFA 컵 경험을 하기도 했다. 최근까지 세리에 B 소속으로 활동했으나, 2013-14 시즌에 승격 플레이오프에서 우승하며, 2014-15 시즌에 세리에 A로 복귀하였지만 곧바로 한 시즌만에 세리에 B로 강등됐다. 이후 하위권에 머물다 2018년 7월 방만한 경영으로 인한 많은 부채가 발생했고 선수단의 급여를 체불하는 등 심각한 재정상태로 인해 파산신청을 하였고 이탈리아 축구 연맹은 구단을 해단시켰다. 이에 같은 체세나 지역 연고팀인 ASD 로마냐 센트로 체세나가 ACF 피오렌티나, SSC 나폴리가 파산했던 상황처럼 AC 체세나의 후계구단으로서 아직 구단 명칭 등 AC 체세나에 관한 모든 권리를 얻지 못하였지만 구단 이름을 R.C. 체세나로 바꾸고 세리에 D에서 새롭게 시작하게 되었다. 곧바로 세리에 D (그룹 F)에서 1위를 기록하며 승격해 구단 이름을 현재의 체세나 FC S.r.l.로 바꾸고 현재 세리에 C (그룹 C)에 소속되어 있다.

## 선수 명단

### 1군 명단
2014년 9월 1일 기준.

참고: FIFA 자격 규정에 따라 소속된 국가대표팀 국기를 표시합니다. 선수는 복수의 FIFA 비회원국 국적을 가지고 있을 수 있습니다.
| 번호 | 포지션 | 국적                  | 이름                                  |
| ---- | ------ | --------------------- | ------------------------------------- |
| 1    | GK     |                       | 니콜라 레알리 (유벤투스에서 임대)     |
| 2    | DF     |                       | 콘스탄틴 니카 (아탈란타에서 임대)     |
| 3    | DF     |                       | 안토니오 마초타                       |
| 4    | MF     |                       | 루카 발차니아                         |
| 5    | MF     |                       | 루이지 조르지 (아탈란타에서 임대)     |
| 6    | DF     |                       | 스테파노 루키니                       |
| 7    | MF     | 콜롬비아              | 카를로스 카르보네로 (로마에서 임대)   |
| 8    | MF     |                       | 주세페 데 페우디스                    |
| 9    | FW     |                       | 알레한드로 로드리게스                 |
| 10   | MF     |                       | 마누엘 코폴라                         |
| 11   | FW     |                       | 프란코 브리엔차                       |
| 14   | DF     |                       | 마시모 볼타 (삼프도리아에서 임대)     |
| 15   | DF     | 슬로베니아            | 루카 크라인츠                         |
| 16   | GK     |                       | 알베르토 일리오                       |
| 17   | DF     | 아이슬란드            | 회르뒤르 마그누손 (유벤투스에서 임대) |
| 18   | FW     | 보스니아 헤르체고비나 | 밀란 주리치                           |
| 19   | FW     |                       | 다비데 수치                           |

| 번호 | 포지션 | 국적         | 이름                                |
| ---- | ------ | ------------ | ----------------------------------- |
| 22   | MF     | 부르키나파소 | 압둘 야브레                         |
| 23   | MF     |              | 안드레아 타바넬리                   |
| 24   | DF     |              | 가브리엘레 페리코                   |
| 25   | DF     |              | 다니엘레 카펠리 (아탈란타에서 임대) |
| 30   | GK     |              | 페데리코 알리아르디                 |
| 32   | FW     |              | 가브리엘레 몬치니                   |
| 33   | DF     |              | 프란체스코 렌체티                   |
| 34   | MF     |              | 엠마누엘 카시오네                   |
| 36   | DF     |              | 로렌초 사포레티                     |
| 44   | MF     |              | 리카르도 카촐라 (아탈란타에서 임대) |
| 56   | MF     |              | 니코 풀체티 (볼로냐에서 임대)       |
| 61   | FW     |              | 루카 가리타노                       |
| 77   | MF     |              | 제 에두아르두                       |
| 81   | GK     |              | 왈테르 브레산                       |
| 89   | FW     |              | 구이도 마릴룬고 (아탈란타에서 임대) |
| 92   | FW     |              | 그레고와르 드프를                   |

### 결번
| 번호 | 선수            | 국적     | 포지션 | 사유                                            | 주석  |
| ---- | --------------- | -------- | ------ | ----------------------------------------------- | ----- |
| 12   | Tifosi          | 이탈리아 | 해당 X | 체세나 서포터들을 위해 제공                     | [ 4 ] |
| 21   | 파올로 마르텔리 | 이탈리아 | 수비수 | 사후 인정. 자동차 사고로 사망 (1999년 4월 12일) |       |

## 역대 감독
| 감독            | 임기        |
| --------------- | ----------- |
| 마르첼로 리피   | 1989 ~ 1991 |
| 아첼리오 비치니 | 1992 ~ 1993 |
| 마르코 잠파올로 | 2011        |

## 역대 성적
- 세리에 C/세리에 C1/레가 프로:
  - 우승 (3회): 1967–68, 1997–98, 2008–09
  - 플레이오프 우승 (1): 2003–04

- 코파 이탈리아 세리에 C:
  - 우승 (1): 2003–04
  - 준우승 (1): 1997–98

- 프리마 디비시오네:
  - 우승 (1): 1940–41

- 세리에 D:
  - 우승 (1): 1959–60

- 프로모치오네 레조날레:
  - 우승 (2): 1952–53, 1956–57

## 유럽 대항전 기록

### UEFA 컵
| 시즌    | 라운드  | 클럽         | 홈  | 원정 | 합계 | 각주  |
| ------- | ------- | ------------ | --- | ---- | ---- | ----- |
| 1976–77 | 1라운드 | 마그데부르크 | 3–1 | 0–3  | 3–4  | [ 5 ] |